# Capella del Clot del Moro
La Capella del Clot del Moro és una obra historicista de Castellar de n'Hug (Berguedà) inclosa a l'Inventari del Patrimoni Arquitectònic de Catalunya.

## Descripció
Capella neoromànica d'una sola nau, coberta a dues aigües amb teula àrab i un absis semicircular a tramuntana, amb volta de quart d'esfera. L'entrada està coberta amb un pòrtic de menor alçada. El parament és de carreus de pedra encoixinats disposats en fileres. Els exteriors estan reforçats amb contraforts. Als peus del cos té un campanar d'espadanya; sota seu hi ha un nínxol amb una figura.

## Història
La capella de St. Jaume del Clot del moro fou construïda per l'enginyer director de la fàbrica de ciment entre 1924 i 1926, en un moment d'ampliació de les dependències de la gran fàbrica.